# قانون التعبئة وأحواض الطعام
قانون التعبئة وأحواض الطعام تم تشريعه وفقا لتقرير صادر في عام 1919 عن  لجنة التجارة الفدرالية يتعلق بصناعة تعليب اللحوم.
ويأتي اطلاق القانون مع اندلاع الحرب العالمية الأولى، وارتفاع تكاليف المعيشة، حيث أمر الرئيس الأمريكي وودرو ويلسون لجنة التجارة الفيدرالية بالتحقيق الشامل للتعرف على إذا كانت هناك أية «تجاوزات أو قيودأو تحالفات احتكارية بما لايتفق مع  القانون أو المصلحة العامة».
وفي هذا السياق كشف تقرير لجنة التجارة الفيدرالية عن تلاعب شركات التعبئة بالأسواق بما يحد من تدفق الأغذية، بالإضافة إلى سيطرتها على أسعار اللحم، وقيامها بخداع منتجي ومستهلكي الطعام من أجل غزو السوق. ولقد أوصت FTC بملكية حكومية لأحواض بناء المرافق ومرافقها ذات الصلة.